# キャスター (ロケットモータ)

キャスターIIをスカウト-Bの第2段として使用した場合の模式図

キャスター (英語: Castor) はサイオコール（現 ATKランチ・システムズ・グループ（の一部））の固体燃料ロケットシリーズである（ロケットシステム全体の呼称ではなく、採用された段ないしブースターの名称として呼ばれている）。アメリカ陸軍向けにジェット推進研究所 (JPL) が開発したMGM-29 サージェント地対地ミサイルを原型として、アメリカ航空宇宙局 (NASA) が小型人工衛星打ち上げロケットスカウト用第2段として開発したキャスターIを起源としている。スカウトの各段モータには恒星の名称が与えられており、これに従いキャスターはふたご座α星「カストル」に因んで命名された。日本ではNASDA系のNシリーズ（含むH-I）の固体ロケットブースターに採用された。

## キャスターI
1960年9月2日に飛翔したスカウトXの第2段として使用された。全長19.42フィート (5.92m)、直径2.6フィート (0.79m)、燃焼時間は27秒である。
スカウトXの第2段として使用された他、一部のソー・アジェナDやデルタDからデルタJまでのデルタロケットの第1段ストラップ・オン・ブースタ (SOB) として使用された（デルタ-Dは1964年に行われた初の静止衛星であるシンコム3号の打ち上げに使用された）。キャスターIは141回飛翔したが、そのうち失敗は2回だけであった。最後の使用は1971年である。

## キャスターII
キャスターIIはキャスターIのモータ長を5.96mから6.27mに拡張した増強型である。1965年のスカウトAに初めて使用され、1994年のスカウトGの最後の打ち上げまで使用された。キャスターIIは前述のスカウト以外にソラド・アジェナやデルタL以降200番台までのデルタロケット、その派生型である日本のN-I、N-II、H-IロケットのSOBとして、また、Strypi IIAR や Strypi VIIAR の第2段として使用された。

## キャスターIV
弾道ミサイル用再突入技術実証目的で開発された弾道飛行ロケットアテナHの第2段として開発されたのがキャスターIVである。キャスターIやキャスターIIから直径が1m（約40インチ）、モータ長も9mまで拡張されている。推力偏向制御 (TVC) 能力の有無によってキャスターIVAとキャスターIVBに分けられ、また、それぞれにモータ長を9mから12mへ拡張したXL型が存在する。

### キャスターIVA
TVC能力を持たない固定ノズルのキャスターIVがキャスターIVAである。キャスターIVからモータ長が0.1m拡張されている。キャント角が付いたキャスターIVAは、4000番台と5000番台のデルタ、6000番台のデルタII、アトラスIIAS、1600番台のコネストガで補助ブースタとして用いられ、また、キャント角の付いていないキャスターIVAはオービタル・サイエンシズ社 (OSC) の弾道飛行ロケットプロスペクターとして単体で用いられた。

### キャスターIVA-XL
キャスターIVAの全長を1.43mから1.8mまで延長した拡張型がキャスターIVA-XLである。アトラス及びコネストガの補助ブースタとして開発され1992年と1993年にテストが行われ成功したもののそれらのロケットに採用されることはなかった。
1990年代後半にH-IIAロケットの固体補助ブースタ (SSB) 用として複数候補の中から選定され、2022型や2024型での打ち上げで用いられた。H-IIAへの採用にあたり、指令破壊系装置の変更、コア機体結合部のSRB-Aとの共通化、モータケースの補強、ノズル膨張比の拡大とキャント角変更、ノズルスロート材の3D-C/Cへの変更等の改修が行われた。H-IIAの運用が三菱重工に移管され生産ライン簡素化のためにSSB使用バリエーションの撤廃が行われ、2008年の14号機以降SSBは用いられなくなった。

### キャスターIVB
TVC能力を持つキャスターIVがキャスターIVBである。ヨーロッパ宇宙機関 (ESA) の観測ロケットMAXUSの第1段として開発された。また、スペイン初の人工衛星打ち上げロケットとして1992年に計画されたカプリコルニオでは、第1段の補助ロケットとしてキャスターIVBを使用する予定であったが、1994年にこの計画は中止された。

### キャスターIVB-XL
ピーター・ディアマンデスが創設したインターナショナル・マイクロスペース社の低コスト人工衛星打ち上げロケットORBEXの第1段としてキャスターIVBを基に開発されたのがキャスターIVB-XLである。1991年と1993年に正常に飛翔した。

## キャスター120

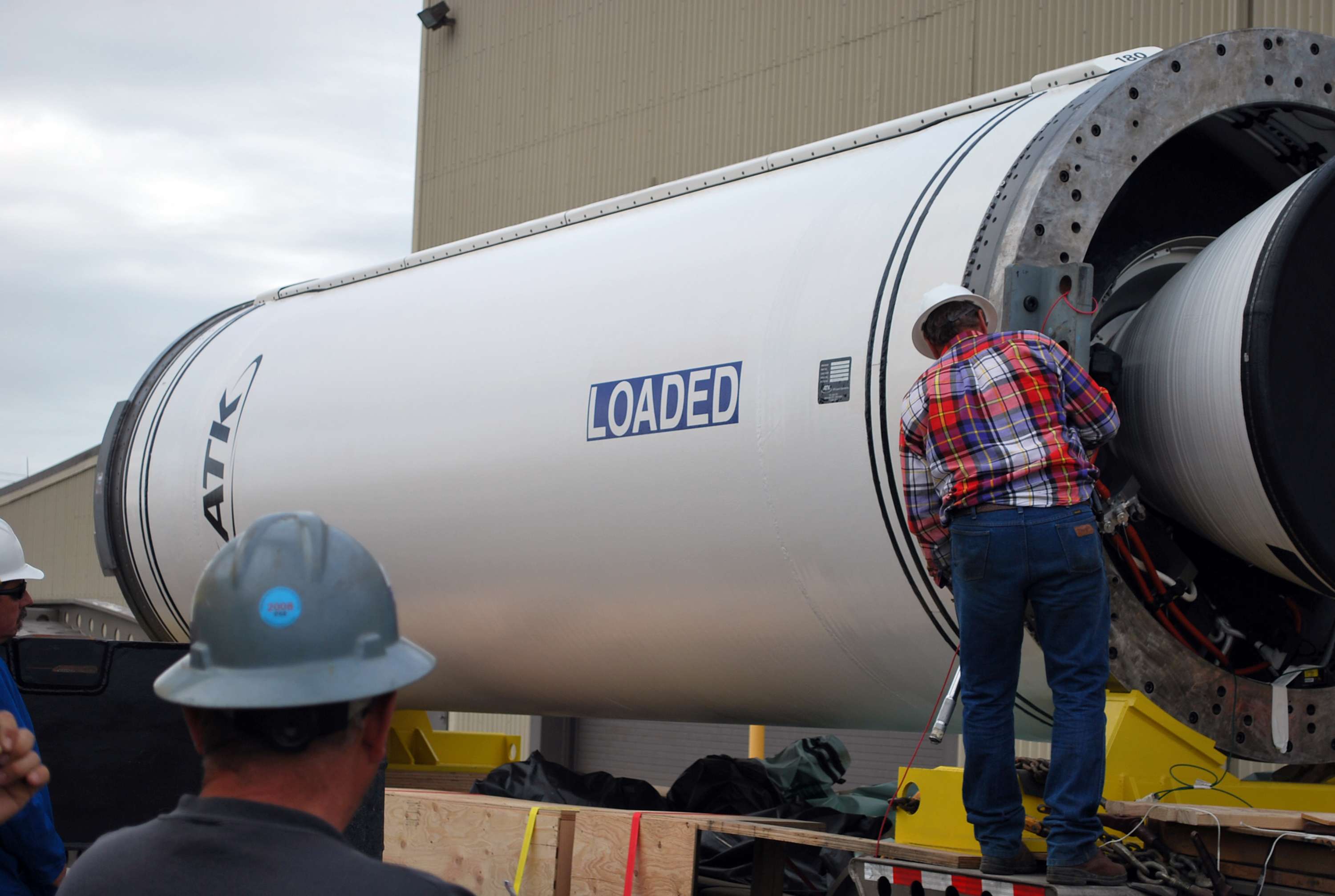
トーラスXLロケットの第0段ブースタとして使用されるキャスター120

キャスター120はピースキーパー弾道ミサイル用の第1段ロケットモータSR118の民生用派生型であり、既存の技術を活用することで信頼性の高い中型ロケットブースタとして開発された。末尾の"120"は計画段階における補助ロケットの質量を1,000ポンドを単位として表したものであるが、モータケースへの炭素繊維強化プラスチック (CFRP) の採用によって計画時よりも3,000ポンドほど軽量になった。可動ノズルによるTVC能力を持つが、固定ノズル化することも可能である。
ロッキード・マーチンの小型人工衛星打ち上げロケットアテナIの第1段として最初に使用され、増強型のアテナIIでは第1段と第2段に使用された。他にノースロップ・グラマンのミノタウロスC（旧OSCのトーラス）の第0段ブースタとして用いられる。

## キャスター30
キャスター120をベースに、低コストかつロバストな上段ステージとして開発が進められたのがキャスター30である。OSCが商業軌道輸送サービス用に開発したアンタレスロケット用の第2段モータのほか、ロッキード・マーチンのアテナIc用の第2段モータとして採用が予定されている。2009年12月10日に米空軍アーノルド工業開発センターにおいて初の高空燃焼試験が行われ、2013年4月にアンタレスロケットの初号機で初使用された。
キャスター30には、30A、30B、30XLの3タイプがあり、アンタレスロケットの打ち上げ能力向上のために順次切り替えられていく。30Aは長さ138インチ、直径92インチ、重量30,000ポンドであり、長さを延長すると共にノズルを延長して打ち上げ能力を増強した30XLでは長さ236インチ、重量58,000ポンドになる。